# Nevidzany (Zlaté Moravce)
Nevidzany (deutsch Newitzan, ungarisch Néved) ist eine Gemeinde im Westen der Slowakei mit 560 Einwohnern (Stand 31. Dezember 2024), die zum Kreis Okres Zlaté Moravce, einem Teil des Nitriansky kraj, gehört.

## Geographie
Die Gemeinde befindet sich im Nordteil des Hügellands Hronská pahorkatina im Tal des Baches Širočina im Einzugsgebiet der Žitava. Das Ortszentrum liegt auf einer Höhe von 181 m n.m. und ist acht Kilometer von Vráble und 16 Kilometer von Zlaté Moravce entfernt.
Nachbargemeinden sind Červený Hrádok im Norden, Kalná nad Hronom (Katastralgemeinde Mochovce) im Osten, Čifáre im Südosten, Tajná im Süden, Nová Ves nad Žitavou im Westen und Slepčany im Nordwesten.

## Geschichte
Nevidzany wurde zum ersten Mal 1113 als Newic, nach älteren Quellen erst 1229 als Nywg schriftlich erwähnt und war Besitz des Landadels. 1531 besaßen die Familien Lévay und Bogyanyi die Ortsgüter; 1554 wurden sie Bestandteil der Herrschaft der Burg Lewenz. Im 17. Jahrhundert gehörten Teile des Ortes den Familien Tapjay und Petényi. Im 16. und 17. Jahrhundert litt der Ort häufig unter türkischen Angriffen und Plünderungen, worauf die Einwohner zwei bis drei Meter tiefe unterirdische Zufluchtsorte errichteten. 1534 gab es 14 Porta, 1601 standen 51 Häuser und zwei Mühlen im Dorf, 1828 zählte man 58 Häuser und 375 Einwohner, die als Landwirte beschäftigt waren.
Bis 1918 gehörte der im Komitat Bars liegende Ort zum Königreich Ungarn und kam danach zur Tschechoslowakei beziehungsweise heute Slowakei.

## Bevölkerung
| Jahr                | 1994 | 2004    | 2014    | 2024    |
| ------------------- | ---- | ------- | ------- | ------- |
| Anzahl der Personen | 631  | 611     | 593     | 560     |
| Unterschied         |      | −3,16 % | −2,94 % | −5,56 % |

| Jahr                | 2023 | 2024    |
| ------------------- | ---- | ------- |
| Anzahl der Personen | 557  | 560     |
| Unterschied         |      | +0,53 % |

Gemäß der Volkszählung 2011 wohnten in Nevidzany 596 Einwohner, davon 581 Slowaken und vier Magyaren. 11 Einwohner machten keine Angabe zur Ethnie.
574 Einwohner bekannten sich zur römisch-katholischen Kirche und ein Einwohner zur Evangelischen Kirche A. B. 13 Einwohner waren konfessionslos und bei acht Einwohnern wurde die Konfession nicht ermittelt.

## Bauwerke und Denkmäler
- römisch-katholische Pauli-Bekehrungs-Kirche aus dem Jahr 1943